# Топлица (Салаж)
Топлица (рум. Toplița) насеље је у Румунији у округу Салаж у општини Летка. Oпштина се налази на надморској висини од 231 m.

## Становништво
Према подацима из 2002. године у насељу је живело 148 становника, од којих су сви румунске националности.